# Чемпионат России по греко-римской борьбе 2017
Чемпионат России по греко-римской борьбе 2017 года прошёл во Владимире 15-17 июня.

## Медалисты
| Категория | Золото                                                | Серебро                                      | Бронза                                                                                     |
| --------- | ----------------------------------------------------- | -------------------------------------------- | ------------------------------------------------------------------------------------------ |
| до 59 кг  | Степан Марянян Краснодарский край, Московская область | Мингиян Семёнов Красноярский край            | Иван Татаринов Новосибирская область Ибрагим Лабазанов Санкт-Петербург, Ростовская область |
| до 66 кг  | Заур Кабалоев Мордовия, Северная Осетия               | Павел Салеев Москва, Владимирская область    | Ален Мирзоян Ямало-Ненецкий АО Азамат Ахмедов Свердловская область, Ямало-Ненецкий АО      |
| до 71 кг  | Адам Курак Красноярский край                          | Абуязид Манцигов Владимирская область, Чечня | Гарик Гюлумян Ростовская область Ринат Ахмедов Ростовская область                          |
| до 75 кг  | Александр Чехиркин Ростовская область, Москва         | Ильяс Магомадов Москва, Чечня                | Ахмед Кайцуков Москва, Кабардино-Балкария Дмитрий Петайкин Мордовия, Курганская область    |
| до 80 кг  | Роман Власов Новосибирская область                    | Адлан Акиев Красноярский край                | Гаджимурад Джалалов Дагестан, Мордовия Азамат Хакулов Москва                               |
| до 85 кг  | Сосруко Кодзоков Москва                               | Евгений Салеев Московская область            | Алексей Мишин Мордовия, Москва Алан Остаев Краснодарский край                              |
| до 98 кг  | Муса Евлоев Москва, Калининградская область           | Александр Головин Краснодарский край         | Кантемир Магомедов Москва, Кабардино-Балкария Никита Мельников Красноярский край           |
| до 130 кг | Сергей Семёнов Москва                                 | Ислам Магомедов Ростовская область           | Лом-Али Акаев Чечня Виталий Щур Кемеровская область, Алтайский край                        |